# Tsukune

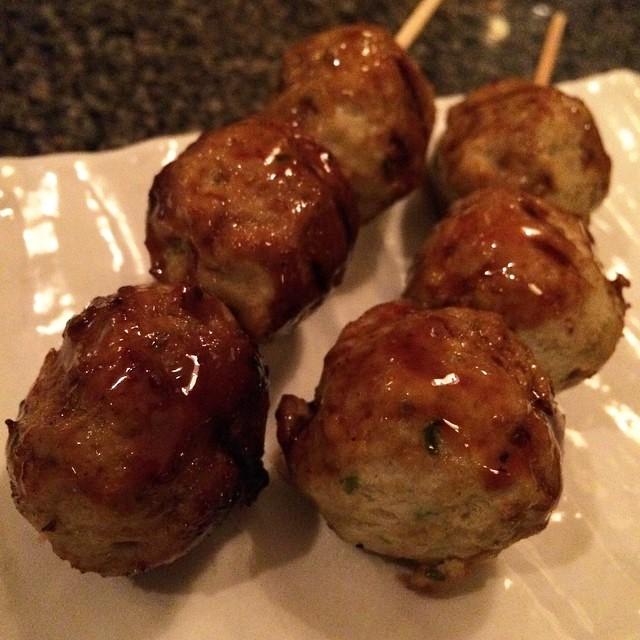
Tsukune

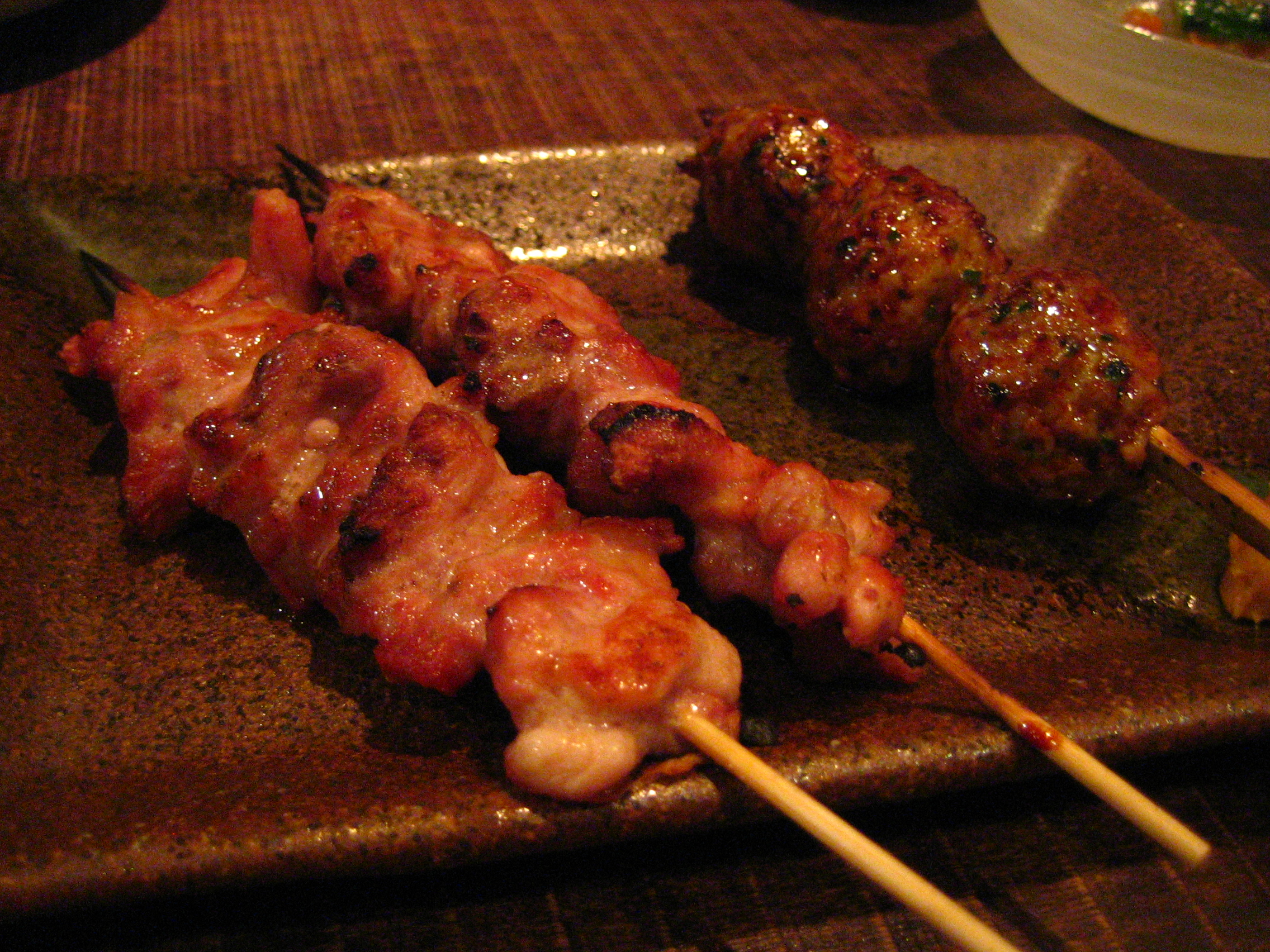
Seseri (esquerda) e Tsukune (direita)

Tsukune (つくね，捏、捏ね) é uma almôndega japonesa feita de frango, comumente grelhada do jeito yakitori, mas também pode ser frita ou assada. Às vezes é coberta de shoyu doce ou molho para yakitori, que é geralmente confundido com molho teriyaki.

## Resumo
Espessantes são adicionados à uma carne moída, podendo ser carne de porco, gado, frango, e por vezes, peixe. A mistura então é sovada e moldada em bolinhas ou colocada em espetos.
A palavra tsukune pode também se referir à uma almôndega de peixe, que é colocada em uma sopa quente e chamada de tsumire-jiruSopa de almôndegas de peixe (つみれ汁). O tsukune também é comido no tsukune nabe, um prato japonês que consiste em uma sopa com ingredientes que variam de região para região.
Tradicionalmente, a massa de peixe era feita amassando um filé da carne desejada em um suribachiPilão (擂鉢), mas atualmente são usados liquidificadores e processadores de alimento.

## Preparação
Espessantes como ovo, inhame amassado e farelos de pão são adicionados depois que a carne é processada ou moída, junto com temperos como gengibre ralado, sal e molho shoyu. A mistura pode ser preparada em forma de bolinhas ou colocada em espetinhos para ser assada.
Vegetais cortados em pedaços pequenos também são adicionados para melhorar o sabor. Hortaliças e ervas como cebolinha, shissô também podem ser colocados. Às vezes, cartilagem picada de frango pode ser misturada para dar uma textura crocante.
O tsukune também é comumente encontrado no oden, um caldo japonês com vários ingredientes em um dashi leve.

## Variedades
- Cozido: Nabemono (鍋物), um prato cozido na mesa em que é servido.
- Assado: Yakimono (焼き物), pratos grelhados ou assados, incluindo almôndegas.
- Frito: Agemono (揚げ物) ou frito em imersão.
- Caldo: Tsuyumono (汁物（つゆもの）ou 団子汁（だんごじる）),  cozido com vegetais ou ervas.